# Бро-Бридж (Луїзіана)
Бро-Бридж (англ. Breaux Bridge) — місто (англ. city) в США, в окрузі Сент-Мартін штату Луїзіана. Населення — 7513 особи (2020).

## Географія
Бро-Бридж розташоване за координатами 30°16′59″ пн. ш. 91°54′21″ зх. д. / 30.28306° пн. ш. 91.90583° зх. д. (30.283099, -91.905919).  За даними Бюро перепису населення США в 2010 році місто мало площу 20,47 км², з яких 19,98 км² — суходіл та 0,49 км² — водойми.

## Демографія
Згідно з переписом 2010 року, у місті мешкало 8139 осіб у 2901 домогосподарстві у складі 2026 родин. Густота населення становила 398 осіб/км².  Було 3146 помешкань (154/км²).
Расовий склад населення:
| - 50,0 % — білих - 47,3 % — чорних або афроамериканців - 0,6 % — азіатів - 0,4 % — корінних американців |

До двох чи більше рас належало 1,3 %. Частка іспаномовних становила 1,3 % від усіх жителів.
За віковим діапазоном населення розподілялося таким чином: 28,4 % — особи молодші 18 років, 59,9 % — особи у віці 18—64 років, 11,7 % — особи у віці 65 років та старші. Медіана віку мешканця становила 34,1 року. На 100 осіб жіночої статі у місті припадало 92,6 чоловіків;  на 100 жінок у віці від 18 років та старших — 89,0 чоловіків також старших 18 років.
Середній дохід на одне домашнє господарство  становив 55 921 долар США (медіана — 36 288), а середній дохід на одну сім'ю — 68 100 доларів (медіана — 42 361). Медіана доходів становила 39 118 доларів для чоловіків та 26 057 доларів для жінок. За межею бідності перебувало 23,7 % осіб, у тому числі 38,9 % дітей у віці до 18 років та 19,7 % осіб у віці 65 років та старших.
Цивільне працевлаштоване населення становило 3067 осіб. Основні галузі зайнятості: освіта, охорона здоров'я та соціальна допомога — 15,4 %, сільське господарство, лісництво, риболовля — 12,9 %, роздрібна торгівля — 10,9 %, будівництво — 9,2 %.